# Nemesis (mythologie)
Nemesis (Oudgrieks: Νέμεσις, letterlijk: 'het toekennen/uitdelen van de verdiende straf')  is een figuur uit de Griekse mythologie. Zij is de meedogenloze godin van de gerechtigde wraak, maar ook van de gelijkheid. Nemesis is de dochter van Nyx ('nacht') en ze gehoorzaamt Zeus, hoewel zij ouder is dan hij. Hybris (Ὑβρις, 'overmoed') wordt door haar bestraft.
Nemesis is ook overgenomen door de Romeinen en behield haar oude naam. Triomferende generaals brachten offers aan haar, en tijdens het keizerrijk was ze de beschermvrouwe van de gladiatoren. Op afbeeldingen draagt Nemesis (net als Vrouwe Justitia) een zwaard en een weegschaal. Haar rijtuig wordt getrokken door griffioenen.
Haar afkomst is nog steeds in nevelen gehuld. Haar moeder is de oergodin van de nacht genaamd Nyx. Als vader worden Erebos of Oceanus genoemd.
Apate · Eris · Geras · Hypnos · Momus · Moros · Nemesis · Philotes · Thanatos